# Степанківський (заказник)
Степанківський — ландшафтний заказник місцевого значення в Черкаському районі Черкаської області.

## Опис
Знаходиться біля с. Степанки Черкаського району між старою дорогою на Бузуківський кар’єр та землями КСП ім. Ватутіна.
Як об'єкт природно-заповідного фонду створено рішенням Черкаської обласної ради від 08.04.2000 р. №15-4. Землекористувач або землевласник, у віданні якого знаходиться заповідний об'єкт — СКП «РАЙЛІС».
Під охороною лісовий масив з насадженнями рідкісних видів деревних рослин, багатим тваринним світом та чотирма озерами.

## Галерея

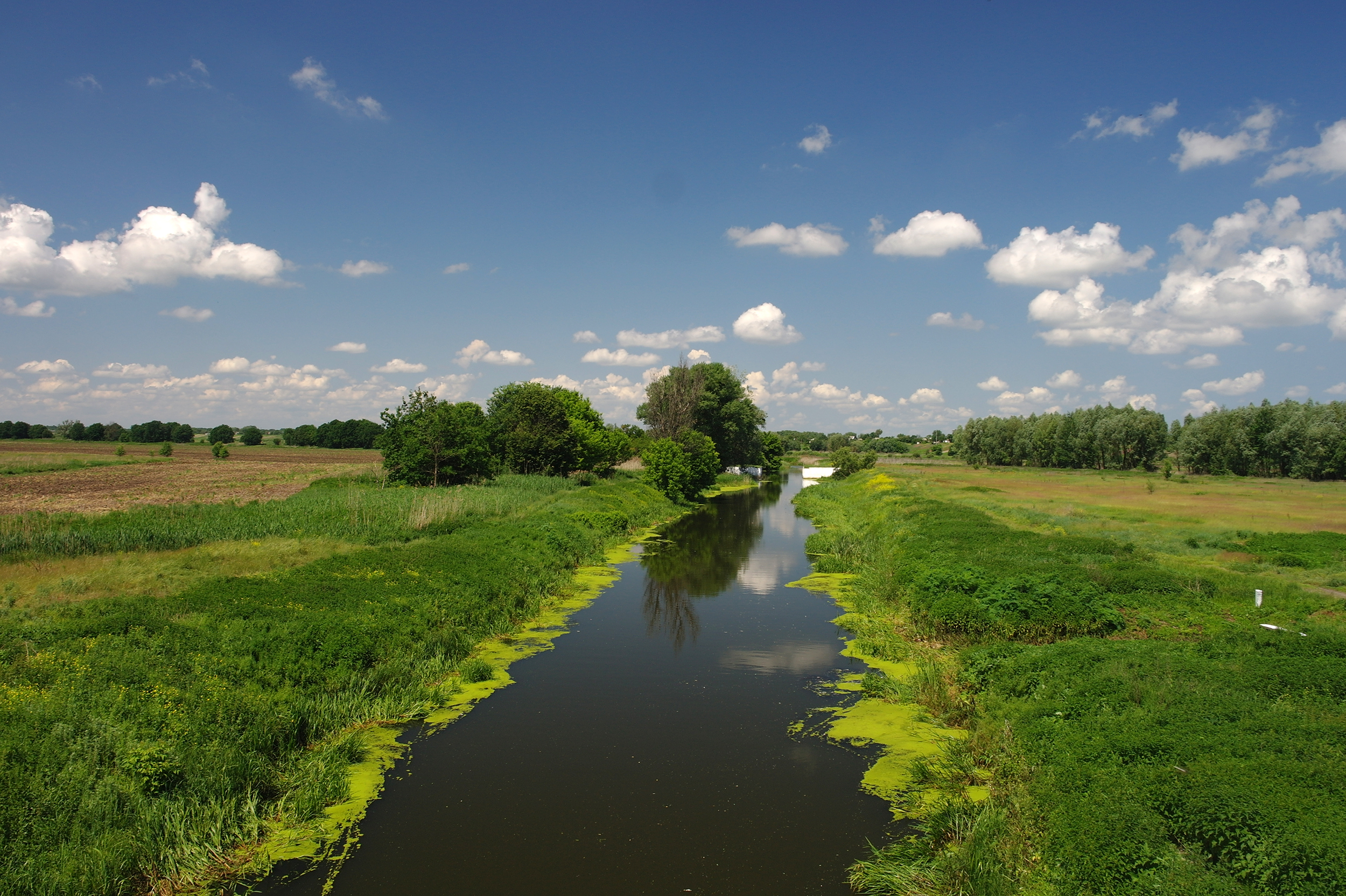
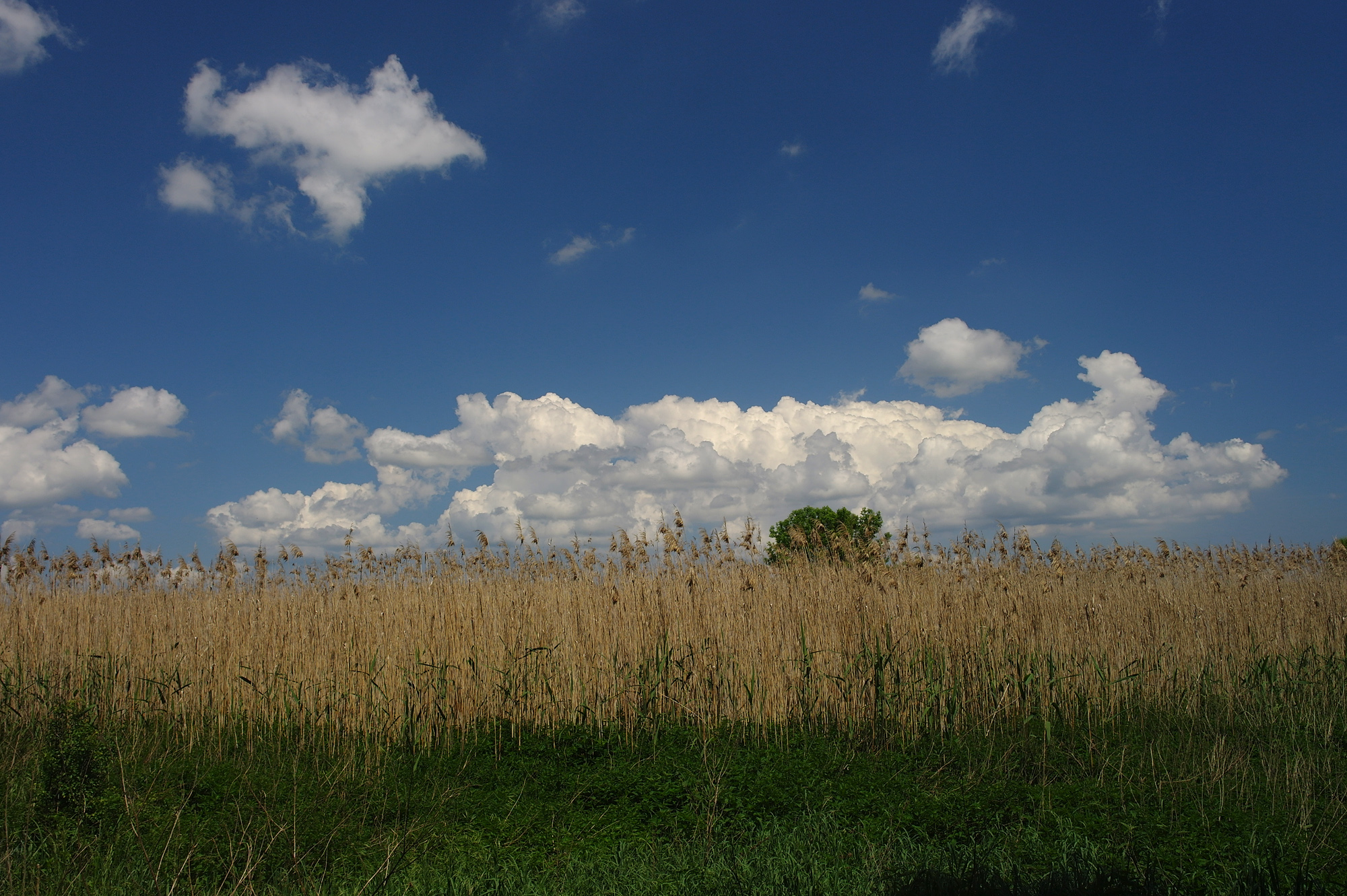